# Kap Hallett
Das Kap Hallett ist ein wuchtiges und hoch aufragendes Kap an der Borchgrevink-Küste des ostantarktischen Viktorialands. Auf halbem Weg zwischen dem Kap Adare und der Coulman-Insel bildet es am Fuß des Mount Geoffrey Markham und rund 16 km südlich des Kap Christie das nördliche Ende der Hallett-Halbinsel.
Der britische Polarforscher James Clark Ross entdeckte das Kap 1841 bei seiner Antarktisexpedition (1839–1843). Ross benannte es nach Thomas Rawe Hallett (1810–1845), Offizier an Bord der Erebus bei dieser Forschungsreise.
Das Kap ist eine Antarktische Oase und war die Örtlichkeit einer gemeinsamen wissenschaftlichen Basis der Vereinigten Staaten und Neuseelands während des Internationalen Geophysikalischen Jahres 1957, die bis 1964 permanent bemannt war, als sich ein schwerer Brand ereignete. Bis 1973 wurde sie noch als Sommerbasis weiterverwendet. Momentan wird der Ort saniert, indem gefährliche Materialien sowie in großen Tanks gelagerte Treibstoffe und Öle entfernt werden. Dieses Projekt wird noch mehrere Jahre in Anspruch nehmen. Zum Schutz der großen Kolonie von Adeliepinguinen und der außergewöhnlich artenreichen antarktischen Vegetation ist Kap Hallett als besonders geschütztes Gebiet der Antarktis Nr. 106 (Antarctic Specially Protected Area No 106) ausgewiesen und darf ohne Genehmigung nicht betreten werden.
1956 wurde hier während der Operation Deep Freeze II das US-amerikanische Schiff USS Arneb von einer Eisscholle beschädigt.